# DB-Baureihe Klv 93
Der Tunneluntersuchungswagen Klv 93-0001 war ein Fahrzeug der Deutschen Bundesbahn zur Überprüfung und Untersuchung von Eisenbahntunneln.

## Entwicklung und Bau
Der Schwerkleinwagen Klv 93 war ein Nebenfahrzeug
und als Tunneluntersuchungsfahrzeug Nachfolger des Tunneluntersuchungswagen Kar 6209.
Wegen seiner Abmessungen wurde der Klv 93-0001 bei den Schwerkleinwagen und nicht
wie andere Profil-Messfahrzeuge in der DB-Baureihe 712 oder unter vergleichbaren Bezeichnungen eingereiht.
Die Bezeichnung Klv 93 entspricht dem Bundesbahn-Bezeichnungsschema für Kleinwagen. Die Abkürzung Klv steht dabei für Kleinwagen mit Verbrennungsmotor.
Der Neubau durch die auf Neben- und Bahndienstfahrzeuge spezialisierten Robel Bahnbaumaschinen – seinerzeit am Standort München – wurde in Teilen seinem Vorgänger nachgebaut. Für den Arbeitsgang war ein Deutz-Motor des Typ 4FL 912 W mit einem hydrostatischen Getriebe für Geschwindigkeiten zwischen 1 und 10 km/h installiert. Abgasführung, Abgasoptimierung und Katalysator erlaubten den Verzicht auf eine weitere, andere Antriebsart für die Arbeiten im Tunnel. Das Triebfahrzeug bot Wohn-, Schlaf- und Arbeitsmöglichkeiten für bis zu zehn Personen.

## Einsatz
Das Einzelstück wurde beim Bw Karlsruhe 1 in Dienst gestellt und war bundesweit im Einsatz. Festgestellte Mängel wurden in der Regel mit speziellen, weiteren Arbeitsfahrzeugen behoben, die vor Ort verbracht wurden. 1988 wurde es zum Bw Offenburg umstationiert und hier im Dezember des Jahres 2004 ausgemustert.